# Ваккер (футбольный клуб, Бургхаузен)
«Ва́ккер» — немецкий футбольный клуб, базирующийся в Бургхаузене, Бавария. Основан 13 ноября 1930 года.

## История
Клуб был основан 13 ноября 1930 года и, в основном, состоял из работников местного химического завода Wacker Chemie, основанного в 1914 году, и спонсирующего это футбольный клуб по сей день. Первая футбольная секция в городе была тесно связана с гимнастическим сообществом Turnverein Burghausen. В 1922 году клуб был переименован в 1. FC Burghausen, оставив форму самоназвания TV, которая была у него с самого начала. Кроме футбола, клуб также имеет секции стрельбы, легкой и тяжелой атлетики и занимается проведением молодёжных спортивных мероприятий.
Клуб выиграл западно-баварское чемпионство всего три года спустя, в 1933 году, однако же после этого практически сразу канул в безвестность местных низших лиг до 1993 года, когда команда сумела завоевать первое место в Ландеслиге «Бавария-Юг» (V уровень лиги сверху), через два года взяла чемпионство Баварской футбольной лиги, что продвинуло клуб в Региональную лигу «Юг» (III). В сезоне 2002/03 команда проложила себе дорогу во Вторую Бундеслигу, где «Ваккер» продолжал играть до своего вылета в более низший дивизион в сезоне 2006/07.
«Ваккер» закончил сезон 2007/08 в Региональной лиге на седьмом месте, что позволило команде квалифицироваться на попадание в новосозданную Третью лигу на следующий сезон. Сезон 2008/09 для них окончился на восемнадцатом месте, но команда неожиданно была спасена от вылета в Региональную лигу тем, что «Кикерс Эмден» был выведен из лиги по причине финансовой несостоятельности.

## Достижения
- Соревнование
  - Регионаллига Юг (III) чемпион: 2002
  - Оберлига Бавария чемпион (IV): 1995
  - Ландеслига Бавария-Юг (V) чемпион: 1993

## Закреплённые номера
- 11  Марек Крейчи, нападающий, 2004—2007 (посмертно)